# Eicosanoidi

Struttura dell'acido arachidonico

Gli eicosanoidi sono lipidi con funzione ormone-simile derivati dell'acido arachidonico, un acido grasso a 20 atomi di carbonio. In generale, la loro funzione biologica riguarda la regolazione dei meccanismi locali coinvolti durante la flogosi (come per esempio la regolazione della vasocostrizione o della vasodilatazione).
La sintesi degli eicosanoidi viene effettuata localmente nei tessuti in cui verrà successivamente espletata la loro azione (sono perciò autacoidi); l'acido arachidonico viene liberato dai fosfolipidi di membrana - dove si trova compattato come estere nella coda idrofobica - dall'enzima Fosfolipasi A2 che agisce a livello del C2 dei fosfolipidi.
In genere con il termine eicosanoide ci si riferisce ai cosiddetti "eicosanoidi classici", ovvero i derivati dell'acido arachidonico appartenenti ai leucotrieni e a tre classi dei prostanoidi: prostaglandine, prostacicline e trombossani. Per evitare ambiguità, per i derivati dell'acido arachidonico appartenenti ad altre classi, con funzione e struttura differenti da quelle precedentemente citate, sarebbe opportuno utilizzare il termine "eicosanoidi nuovi" o "non-classici".

## Elenco degli eicosanoidi
- Eicosanoidi classici:
  - Leucotrieni;
  - Prostaglandine;
  - Prostacicline;
  - Trombossani.
- Eicosanoidi non-classici:
  - Lipossine;
  - Endocannabinoidi;
  - Epossiline;
  - Resolvine;
  - Isofurani;
  - Isoprostani;
  - Epilipossine;
  - Acidi epossiicosatrienoici (EET).